# Список французьких імен
Список французьких імен

## A
- Aaron — Арон
- Abélard — Абелар
- Abélia — Абелія
- Abel — Абель
- Abella — Абелла
- Abondance — Абонданс
- Abraham — Авраам
- Abram — Абрам
- Acace — Акакій
- Achille — Ахіллес
- Ada — Ада
- Adalbert — Адальбер
- Adam — Адам
- Adélaïde — Аделаїда
- Adèle — Адель
- Adeline — Аделіна
- Adelphe — Адельф
- Adhémar — Адемар
- Adnette — Аднетта
- Adolphe — Адольф
- Adrien — Адріян
- Adrienne — Адрієна
- Agathe — Агата
- Aglaé — Аглая
- Agnès — Аньє́с
- Ahmed — Ахмед
- Aimé — Еме
- Aimée — Еме
- Aimable — Емабль
- Alèthe — Алет
- Alain — Ален
- Albéric — Альберік
- Alban — Альбан
- Albane — Альбана
- Albert — Альбер
- Alberta — Альберта
- Alberte — Альберта
- Albertine — Альбертіна
- Albin — Альбен
- Alda — Альда
- Aldegonde — Адельгунда
- Aldo — Альдо
- Alette — Алетта
- Alex — Алекс
- Alexandra — Александра
- Alexandre — Александр
- Alexandrine — Александріна
- Alexia — Алексія
- Alexis — Алексій
- Alfred — Альфред
- Alfreda — Альфреда
- Alice — Аліса
- Alida — Аліда
- Aline — Аліна
- Alix — Алікс(а)
- Aloïs — Алоїз
- Aloysius — Алоїзіус
- Alphonse — Альфонс
- Alphonsine — Альфонсіна
- Amance — Аманс
- Amand — Аман
- Amanda — Аманда
- Amandine — Амандіна
- Ambroise — Амбруаз
- Amédée — Амеде
- Amélie — Амелі
- Amos — Амос
- Amour — Амур
- Anaïs — Анаїс
- Anastase — Анастас
- Anastasie — Анастасія
- Anatole — Анатоль
- Andoche — Андош
- André — Андре
- Andrée — Андре(я)
- Ange — Анж
- Angèle — Анжель
- Angéline — Анжеліна
- Angélique — Анжеліка
- Anicet — Анісе
- Anita — Аніта
- Anna — Анна
- Annabelle — Аннабель
- Anne — Анн
- Anne-Marie — Анна-Марія
- Annette — Анетта
- Annick — Аннік
- Annie — Анні
- Annonciade — Аннонсіада
- Anouck — Анук
- Anselme — Ансельм
- Anthelme — Антельм
- Anthony — Антоній
- Antoine — Антуан
- Antoinette — Антуанетта
- Antonin — Антонен
- Apollinaire — Аполлінер
- Apolline — Аполліна
- Apollos — Аполлос
- Arabelle — Арабелла
- Arcadius — Аркадій
- Arcady — Аркадій
- Ariane — Аріана
- Arielle — Аріель
- Aristide — Арістид
- Arlette — Арлетта
- Armand — Арман
- Armande — Арманда
- Armel — Армель
- Armelle — Армелла
- Arnaud — Арно
- Arnold — Арнольд
- Arnould — Арну
- Arsène — Арсен
- Arthur — Артур
- Astrid — Астрід
- Athanase — Атанас
- Aubert — Обер
- Aubin — Обен
- Aude — Ода
- Audrey — Одре
- Augusta — Августа
- Auguste — Огюст
- Augustin — Огюстен
- Augustine — Огюстіна
- Aure — Оре
- Aurèle — Орель
- Aurélia — Орелья
- Aurélie — Орелі
- Aurélien — Орельян
- Aurore — Аврора
- Ava — Ава
- Avit — Аві
- Axel — Аксель
- Axelle — Акселла
- Aymar — Емар
- Aymeric — Емрік

## B
- Babette — Бабетта
- Babine — Бабіна
- Babita — Бабіта
- Balbine — Бальбіна
- Balthazar — Балтазар
- Baptiste — Ба(п)тист
- Barbara — Барбара
- Barbe — Барба
- Barberine — Берберіна
- Barnabé — Барнабе
- Barnard — Барнар
- Barthélémy — Бартелемі
- Bartolomé — Бартоломе
- Basile — Базіль
- Bastien — Бастьян
- Bastienne — Бастьєнна
- Bathilde — Батільда
- Baudouin — Бодуен
- Béatrice — Беатріс
- Beatrix — Беатрікс
- Bède — Бед
- Bella — Белла
- Bénédicte — Бенедикт
- Benjamin — Бенжамен
- Benjamine — Бенжаміна
- Benoît — Бенуа
- Benoîte — Бенуата
- Bérengère — Беранжера
- Bérenger — Беранже
- Bérénice — Береніка
- Bernadette — Бернадетта
- Bernard — Бернар
- Bernardin — Бернарден
- Berthe — Берта
- Bertille — Бертійя
- Bertrand — Бертран
- Bessie — Бессі
- Bettina — Беттіна
- Betty — Бетті
- Bienvenue — Б'єнвеню
- Billy — Бії
- Blaise — Блез
- Blanche — Бланш
- Blandine — Бландіна
- Bluette — Блуетт(а)
- Bonaventure — Бонавентура
- Boniface — Боніфас (Боніфацій)
- Boris — Борис
- Briac — Бріак
- Brice — Бріс
- Brieuc — Бріє (Брійо)
- Brigitte — Бріжит
- Bruno — Бруно

## C
- Calliste — Калліст
- Camil — Каміль
- Camille — Камілла
- Candide — Кандід
- Capucine — Капучіне
- Carine — Каріна
- Carl — Карл
- Carlos — Карлос
- Carmen — Кармен
- Carole — Кароль
- Caroline — Кароліна
- Casimir — Казимир
- Cassandre — Кассандр, Кассандра
- Catherine — Катрін
- Cécile — Сесіль
- Cédric — Седрік
- Céleste — Селест, Селеста
- Célestin — Селестен
- Célia — Селья
- Céline — Селін(а)
- Césaire — Сезер
- César — Сезар
- Césarine — Сезаріна
- Chantal — Шанталь
- Charles — Шарль
- Charley — Шарле
- Charlotte — Шарлотта
- Charly — Шарлі
- Chloé — Клое
- Chrétien — Кретьян
- Christelle — Крістелла
- Christian — Кристіан
- Christiane — Крістіана
- Christine — Крістін(а)
- Christophe — Кристоф
- Claire — Клер
- Clara — Клара
- Clarisse — Клариса
- Claude — Клод
- Claudette — Клодетта
- Claudie — Клоді
- Claudine — Клодіна
- Claudius — Клавдій
- Clélia — Клелія
- Clémence — Клеманс
- Clément — Клеман
- Clémentine — Клементина
- Clermont — Клермон
- Clotilde — Клотильда
- Clovis — Кловіс
- Colette — Колетта
- Colin — Колен
- Colomban — Коломбан
- Colombe — Коломба
- Conrad — Конрад
- Constance — Констанс
- Constant — Констан
- Constantin — Константен
- Cora — Кора
- Coralie — Коралі
- Corentin — Корантен
- Corentine — Корантина
- Corinne — Коріна
- Corneille — Корній
- Crépin — Крепен
- Crescent — Кресан
- Cyprien — Сіпріян
- Cyriaque — Сиріак
- Cyrille (Cyril) — Сиріл (Кирило)

## D
- Dadon — Дадон
- Dagobert — Дагобер
- Dahlia — Далія
- Daisy — Дейзі
- Damien — Дам'ян
- Danièle — Даніела
- Daniel — Данієль
- Danielle — Даніелл(а)
- Danitza — Данітса
- Dany — Дані
- Daphné — Дафне
- Daria — Дар'я
- David — Давід
- Davy — Даві
- Déborah — Дебора
- Delphine — Дельфіна
- Denis — Дені
- Denise — Деніза
- Désiré — Дезіре
- Désirée — Дезіре
- Diane — Діана
- Didier — Дідьє
- Diègo — Дієго
- Dietrich — Дітрік
- Dieudonné — Дьєдонне
- Dimitri — Дімітрі(й)
- Dina — Діна
- Dirk — Дірк
- Dizier — Дізьє
- Dolorès — Долорес
- Dominique — Домінік, Домінік(а)
- Domitille — Доміцилла
- Domnin — Доннен
- Donald — Дональд
- Donatien — Донасьян
- Donatienne — Донасьєнн(а)
- Dora — Дора
- Doria — Дорія
- Dorian — Доріан
- Doriane — Доріана
- Dorine — Дорін
- Doris — Дорі
- Dorothée — Доротея

## E
- Eddie — Едді
- Edgar — Едгар
- Édith — Едіт
- Edmée — Едме
- Edma — Едма
- Edmond — Едмон
- Édouard — Едуар
- Édouardine — Едуардіна
- Edwige — Едвіга
- Égée — Еже
- Eglé — Егле
- Éléazar — Елеазар
- Éléonore — Елеонора
- Elfried — Ельфрід
- Éliane — Ельяна
- Elie — Елі
- Éliette — Ельєтта
- Éline — Еліна
- Élisabeth — Елізабет
- Élise — Еліз(а)
- Élisée — Елізе
- Ella — Елла
- Ellénita — Ельніта
- Elmine — Ельміна
- Élodie — Елоді
- Eloi — Елуа
- Elsa — Ельза
- Elsy — Ельсі
- Elvire — Ельвіра
- Émeline — Емліна
- Émeric — Емрік
- Émile — Еміль
- Émilie — Емілі
- Émilien — Емільян
- Émilienne — Емільєнн(а)
- Emma — Емма
- Emmanuel — Еммануель
- Emmanuelle — Еммануель
- Énée — Ене
- Engrand — Ангран
- Enrique — Енрік
- Épiphane — Епіфан
- Éric — Ерік
- Érich — Ерік
- Érika — Еріка
- Ernest — Ернест
- Ernestine — Ернестіна
- Erwan — Ерван
- Erwin — Ервен
- Esmée — Есме(я)
- Espérance — Есперанс(а)
- Esprit — Еспрі
- Esteban — Естебан
- Estelle — Естелла
- Esther — Естер
- Étienne — Етьєн
- Eugène — Ежен
- Eugénie — Ежені
- Eusèbe — Есеб
- Eustache — Есташ
- Eva — Ева
- Evariste — Еваріст
- Ève — Ева
- Évelyne — Евелін
- Evrard — Еврар

## F
- Fabien — Фаб'ян
- Fabienne — Фаб'єнн(а)
- Fabiola — Фабіола
- Fabrice — Фабріс
- Fanchon — Фаншон
- Fanny — Фанні
- Faustin — Фостен
- Faustine — Фостіна
- Félicie — Фелісі
- Félicien — Фелісьян
- Félicité — Фелісіте
- Félix — Фелікс
- Ferdinand — Фердінан
- Fernand — Фернан
- Fernande — Фернанда
- Fiacre — Фіакр
- Fidèle — Фідель
- Firmin — Фірмен
- Flavie — Флаві
- Flavien — Флав'ян
- Flora — Флора
- Florence — Флоранс
- Florent — Флоран
- Florentin — Флорантен
- Florentine — Флорантина
- Florian — Флоріан
- Florie — Флорі
- Floris — Флоріс
- Fortunat — Фортюна
- Fortuné — Фортюне
- Fourier — Фур'є
- France — Франс
- Francelin — Франселен
- Franceline — Франселіна
- Francette — Франсетта
- Francine — Франсіна
- Francis — Франсіс
- Francisque — Франциск
- Franck — Франк
- François — Франсуа
- Françoise — Франсуаз(а)
- Frankie — Франкі
- Franz — Франц
- Freddy — Фредді
- Frédéric — Фредерік
- Frédérique — Фредеріка
- Frida — Фріда
- Fulbert — Фульбер
- Fulgence — Фульжанс

## G
- Gabin — Ґабен
- Gabriel — Ґабріель
- Gabrielle — Ґабріелла
- Gaby — Ґабі
- Gaël — Ґаель
- Gaëlle — Ґаелла
- Gaétan — Ґаетан
- Gaétane — Ґаетана
- Gala — Ґала
- Gaspard — Ґаспар
- Gaston — Ґастон
- Gatien — Ґасьян
- Gaucher — Ґоше
- Gaud — Ґод
- Gautier — Ґотьє
- Geneviève — Женев'єва
- Geoffrey — Жоффрей
- Geoffroy — Жоффруа
- Georges — Жорж
- Georgette — Жоржетта
- Georgina — Жоржина
- Georgine — Жоржина
- Gérald — Жеральд
- Géraldine — Жеральдіна
- Gérard — Жерар
- Géraud — Жеро
- Germain — Жермен
- Germaine — Жермена
- Géronima — Жероніма
- Gertrude — Жертруд
- Gervais — Жерве
- Gervaise — Жервез(а)
- Géry — Жері
- Ghislain — Ґіслен
- Ghislaine — Ґіслена
- Gilbert — Жильбер
- Gilberte — Жильберта
- Gildas — Жильда
- Gilles — Жилль
- Gina — Жина
- Ginette — Жинетта
- Gino — Жино
- Giraud — Жиро
- Gisèle — Жизель
- Gladys — Ґладіс
- Godefroy — Ґодфруа
- Gontran — Ґонтран
- Gonzague — Ґонзаґ
- Goulven — Ґульвен
- Grâce — Ґраса
- Gracianne — Ґраціана
- Gracieuse — Ґрасьєза
- Graziella — Ґраціелла
- Grégoire — Ґрегуар
- Grégori — Ґрегорі
- Grégory — Ґрегорі
- Guénolé — Ґеноле
- Guerric — Ґеррік
- Guewen — Ґевен
- Guillaume — Ґійом
- Guillaumette — Ґійометта
- Guillon — Ґійон
- Guislain — Ґіслен
- Gustave — Ґюстав
- Guy — Ґі
- Gwénaël — Ґвенаель
- Gwenaëlle — Ґвенаелла
- Gwendoline — Ґвендолін(а)
- Gwenn — Ґвенн
- Gwénola — Ґвенола

## H
- Habib — Хабіб
- Hans — Ганс
- Harold — Гарольд
- Harry — Гаррі
- Hartmann — Гартманн
- Hector — Гектор
- Hélène — Елен
- Héloïse — Елоїза
- Hélyette — Ельєтта
- Henri — Анрі
- Henriette — Анрієтта
- Herbert — Гербер
- Hercule — Еркюль
- Hermès — Гермес
- Hermance — Ерманс
- Hermann — Ерманн
- Hermine — Ерміна
- Hervé — Ерве
- Hilaire — Ілер
- Hilda — Ільда
- Hildegarde — Ільдеґарда
- Hippolyte — Іпполіт
- Honoré — Оноре
- Honorine — Оноріна
- Hortense — Ортанс(а)
- Hubert — Юбер
- Huberte — Юберта
- Hugo — Гюго
- Hugues — Юг
- Huguette — Югетта
- Humbert — Юмбер
- Hyacinthe — Іасент

## I
- Ida — Іда
- Idir — Ідір
- Ignace — Іньяс
- Igor — Ігор
- Inès — Інес(а)
- Ingrid — Енгрід(а)
- Irènée — Ірене
- Irène — Ірен(а)
- Iris — Іріс
- Irma — Ірма
- Isaac — Ізак
- Isabeau — Ізабо
- Isabelle — Ізабелла
- Isaïe — Ізаї
- Isaure — Ізаура
- Isidore — Ізідор
- Ivan — Іван
- Ivanne — Іванна

## J
- Jacinthe — Жасент(а)
- Jack — Жак
- Jackie — Жакі
- Jacky — Жакі
- Jacob — Жакоб
- Jacqueline — Жаклін
- Jacques — Жак
- Jacquette — Жакетта
- Jacquine — Жакіна
- Jacquotte — Жакотта
- James — Жам
- Janvier — Жанв'є
- Jaouen — Жауен
- Jaquelin — Жаклен
- Jasmine — Жасмін
- Jean — Жан
- Jeanne — Жанна
- Jeannine — Жанніна
- Jehanne — Жеанна
- Jenny — Женні
- Jérémie — Жеремі
- Jérôme — Жером
- Jessica — Жессіка
- Jessy — Жессі
- Jesus — Жезюс
- Jézabel — Жезабель
- Jim — Жен
- Joachim — Жоашен
- Joël — Жоель
- Joëlle — Жоелла
- Joévin — Жоевен
- Johanne — Жоанна
- John — Жон (Джон)
- Johnny — Жонні
- Jordane — Жордан
- Joris — Жоріс
- José — Жозе
- Joséphine — Жозефіна
- Joseph — Жозеф
- Josette — Жозетта
- Josiane — Жозьяна
- Josse — Жосс
- Jouve — Жув
- Juanita — Жюаніта
- Judicaël — Жюдікаель
- Judith — Жюдіт(а)
- Jules — Жуль
- Julia — Жулія
- Julie — Жулі
- Julien — Жульян
- Julienne — Жульєнна
- Juliette — Жульєтта
- Juste — Жуст
- Justin — Жустен
- Justine — Жустін
- Juvénal — Жувеналь

## K
- Karelle — Карелла
- Karin — Карен
- Karine — Каріна
- Karren — Каррен
- Katel — Катель
- Katia — Катя
- Katy — Каті
- Ketty — Кетті
- Kévin — Кевен
- Kléber — Клебер
- Kurt — Курт

## L
- Laétitia — Летиція
- Ladislas — Ладіслас
- Lambert — Ламбер
- Lancelot — Лансло
- Larissa — Ларісса
- Laure — Лора
- Laurence — Лоранс
- Laurent — Лоран
- Laurentine — Лорантіна
- Laurette — Лоретта
- Laurie — Лорі
- Lazare — Лазар
- Léa — Лея
- Léandre — Леандр
- Léger — Леже
- Léïla — Лейла
- Léna — Лена
- Léo — Лео
- Léon — Леон
- Léonard — Леонар
- Léonce — Леонс
- Léone — Леона
- Léonie — Леоні
- Léonilde — Леонільда
- Léontine — Леонтіна
- Léopold — Леопольд
- Léopoldine — Леопольдіна
- Leslie — Леслі
- Lidwine — Лідвін
- Lila — Ліла
- Lilian — Ліліан
- Liliane — Ліліана
- Lily — Лілі
- Linda — Ленда
- Line — Ліна
- Lionel — Ліонель
- Lisa — Ліза
- Lisbeth — Лісбет(а)
- Lise — Ліза
- Lisette — Лізетта
- Lizzie — Лізі
- Loïc — Лоїк
- Loïck — Лоїк
- Loïs — Лоїс
- Lola — Лола
- Lolita — Лоліта
- Lore — Лор
- Lorraine — Лорен
- Louis — Луї
- Louise — Луїза
- Louisiane — Луїзіана
- Loup — Лу
- Luc — Люк
- Luca — Люка
- Lucas — Люка
- Luce — Люса
- Lucette — Люсетта
- Lucie — Люсі
- Lucien — Люсьян
- Lucienne — Люсьєнна
- Lucille — Люсіль
- Lucrèce — Люкреса
- Ludmilla — Людмила
- Ludovic — Людовик
- Ludwig — Людвіг
- Lydiane — Лідіана
- Lydie — Лідія
- Lys — Ліс
- Lysiane — Лізіана

## M
- Macaire — Макер (Макарій)
- Maddy — Мадді
- Madeleine — Мадлен
- Maël — Маел
- Maëlle — Маелла
- Magali — Маґалі
- Maggy — Маґґі
- Magloire — Маґлуар(а)
- Maïté — Маїте
- Malo — Мало
- Manoël — Маноель
- Manon — Манон
- Manuel — Мануель
- Manuelle — Мануела
- Marc — Марк
- Marceau — Марсо
- Marcel — Марсель
- Marcelle — Марселла
- Marcellin — Марселлен
- Marcelline — Марселліна
- Marcien — Марсьян
- Marguerite — Марґеріт
- Maria — Марія
- Mariam — Маріам
- Marianne — Маріанна
- Mariannick — Маріаннік
- Marie — Марія
- Marielle — Маріелла
- Marien — Маріян
- Marietta — Маріетта
- Mariette — Марьєтт(а)
- Marilyne — Маріліна
- Marin — Марен
- Marina — Марина
- Marine — Маріна
- Marinette — Марінетта
- Marion — Маріон, Маріон(а)
- Marius — Маріюс
- Marjolaine — Маржолен(а)
- Marjorie — Маржорі
- Marlène — Марлен
- Mars — Мар
- Marthe — Марта
- Martial — Марсьяль
- Martin — Мартен
- Martine — Мартіна
- Martinien — Мартіньян
- Marylène — Марілен(а)
- Marylin — Марілен
- Marylise — Маріліза
- Maryse — Маріза
- Maryvonne — Марівонна
- Mathilde — Матільда
- Mathurin — Матюрен
- Matthias — Маттья
- Matthieu — Матьє
- Maud — Мод
- Maurice — Моріс
- Mauricette — Морісетта
- Max — Макс
- Maxime — Максим
- Maximilien — Максімільян
- Maximilienne — Максімільєнна
- Maximin — Максімен
- May — Май
- Maÿllis — Майліс
- Médard — Медар
- Médéric — Медерік
- Mélanie — Мелані
- Mélissa — Мелісса
- Mériadec — Меріадек
- Melaine — Мелен(а)
- Mercédès — Мерседес
- Merlin — Мерлен
- Michèle — Мішель
- Michel — Мішель
- Micheline — Мішліна
- Mickaël — Мікаел
- Milène — Мілена
- Miloud — Мілу
- Mireille — Мірей
- Modeste — Модест
- Moïse — Моїз
- Monique — Монік(а)
- Morgan — Морган
- Morvan — Морван
- Muriel — Мур'єль
- Myriam — Міріам
- Myrtille — Міртійя

## N
- Nadège — Надежа
- Nadette — Надетта
- Nadia — Надя
- Nadine — Надін(а)
- Nancy — Нансі
- Nanon — Нанон
- Napoléon — Наполеон
- Narcisse — Нарсісс
- Nastasia — Анастасія
- Natacha — Наташа
- Nathalie — Наталі
- Nathanaël — Натанаел
- Nathanaëlle — Натанаелла
- Nello — Нелло
- Nelly — Неллі
- Nestor — Нестор
- Nicéphore — Нісефор
- Nicodéme — Нікодем
- Nicolas — Ніколя
- Nicole — Ніколь
- Nicoletta — Ніколетта
- Nikita — Нікіта
- Nils — Нільс
- Nina — Ніна
- Ninon — Нінон
- Noé — Ное
- Noël — Ноель
- Noëlle — Ноелла
- Noëllie — Ноеллі
- Noelie — Ноелі
- Noémie — Ноемі
- Nolwenn — Нольвенн
- Nora — Нора
- Norbert — Норбер
- Numa — Нюма

## O
- Octave — Октав
- Octavie — Октаві
- Octavien — Октав'ян
- Odette — Одетта
- Odile — Оділь
- Odilon — Оділон
- Olaf — Олаф
- Olga — Ольга
- Olive — Олів
- Olivia — Олівія
- Olivier — Олів'є
- Olympe — Олімпа
- Ombeline — Омбеліна
- Omer — Омер
- Onésime — Онесім (Онисим)
- Orianne — Оріанна
- Oscar — Оскар
- Oswald — Освальд
- Othon — Отон
- Otmar — Отмар
- Ovide — Овід
- Ozias — Оз'яс

## P
- Pablo — Пабло
- Paco — Пако
- Pacôme — Паком
- Paméla — Памела
- Paola — Паола
- Pâquerette — Пакретта
- Paquita — Пакіта
- Paquito — Пакіто
- Parfait — Парфе
- Pascal — Паскаль
- Pascale — Паскаль
- Pascaline — Паскаліна
- Patrice — Патріс
- Patricia — Патрісія
- Patrick — Патрік
- Paul — Поль
- Paula — Пола
- Paule — Пола
- Paulette — Полетта
- Paulin — Полен
- Pauline — Поліна
- Peggy — Пеґґі
- Pélagie — Пелажі (Пелагія)
- Perlette — Перлетта
- Pernelle — Пернелла
- Péroline — Пероліна
- Perrette — Перретта
- Perrine — Перріна
- Pervenche — Перванш
- Peter — Петер
- Pétronille — Петронілла
- Philémon — Філемон
- Philibert — Філібер
- Philiberte — Філіберта
- Philippe — Філіпп
- Philomène — Філомена
- Pierre — П'єр
- Pierrette — П'єретта
- Pierrick — П'єрік
- Placide — Пласід
- Pol — Поль
- Pollet — Полле
- Polycarpe — Полікарп
- Ponce — Понс
- Pontus — Понтус
- Pothin — Потен
- Primaël — Прімаель
- Prisca — Пріска
- Priscilla — Прісцилла
- Prosper — Проспер
- Prudence — Прюданс
- Prudent — Прюдан
- Pulchérie — Пюльшері
- Pyrame — Пірам

## Q
- Quasimodo — Казімодо
- Quentin — Кантен

## R
- Rachel — Рашель
- Rachilde — Рашильда
- Radegonde — Радегунда
- Raimbaut — Рембо
- Rainier — Реньє
- Raïssa — Раїса
- Ralph — Ральф
- Raoul — Рауль
- Raphaël — Рафаель
- Raphaëlle — Рафаелла
- Raymond — Раймон
- Raymonde — Раймонда
- Rebecca — Ребекка
- Régeant — Режан
- Réginald — Режинальд
- Régine — Режина
- Régis — Режи
- Régnault — Реньо
- Reine — Рена
- Réjane — Режан
- Rémi — Ремі
- Rénald — Ренальд
- Renaud — Рено
- René — Рене
- Renée — Рене
- Richard — Рішар
- Rita — Ріта
- Robert — Робер
- Roberte — Роберта
- Robin — Робен
- Robinson — Робінсон
- Roch — Рок
- Rodolphe — Родольф
- Rodrigue — Родріґ
- Rogatien — Роґасьян
- Roger — Роже
- Roland — Ролан
- Rolande — Роланда
- Romain — Ромен
- Romaric — Ромарік
- Roméo — Ромео
- Romuald — Ромуальд
- Ronald — Рональд
- Ronan — Ронан
- Roparz — Ропарз
- Rosa — Роза
- Rosalie — Розалі(я)
- Rosaline — Розаліна
- Rose — Роза
- Roseline — Розліна (Розаліна)
- Rosemonde — Розмонда (Розамунда)
- Rosette — Розетта
- Rosine — Розіна
- Rosita — Розіта
- Rosy — Розі
- Roxan — Роксан
- Roxanne — Роксана
- Rozenn — Розенн
- Rudy — Руді
- Rufin — Руфен

## S
- Sabine — Сабіна
- Sabrina — Сабріна
- Sacha — Саша
- Sakina — Сакіна
- Salomon — Саломон
- Salvatore — Сальватор
- Samson — Самсон
- Samuel — Самюель
- Samy — Самі
- Sandie — Санді
- Sandra — Сандра
- Sandrine — Сандріна
- Sara — Сара
- Saturnin — Сатурнен
- Savin — Савен
- Savine — Савіна
- Sébastien — Себастьян
- Sébastienne — Себастьєнна
- Ségolène — Сеґолен
- Selma — Сельма
- Séraphin — Серафен
- Séraphine — Серафіна
- Serge — Серж
- Sergine — Сержина
- Servan — Серван
- Servane — Сервана
- Séverin — Севрен
- Séverine — Севріна
- Sheila — Шейла
- Sibille — Сібілла
- Sidonie — Сідоні
- Siegfried — Сіґфрід
- Sigolène — Сіґолена
- Silvère — Сільвер
- Siméon — Сімеон
- Simon — Сімон
- Simone — Сімона
- Soizic — Суазік
- Solange — Соланж
- Solenne — Соленна
- Soline — Соліна
- Sonia — Соня
- Sophie — Софі
- Stanislas — Станіслас
- Stella — Стелла
- Stéphane — Стефан; Стефана
- Stéphanie — Стефані
- Suzanne — Сюзанна
- Suzette — Сюзетта
- Suzon — Сюзон(а)
- Suzy — Сюзі
- Sylvain — Сільвен
- Sylvaine — Сільвена
- Sylvestre — Сільвестр
- Sylvette — Сільветта
- Sylvian — Сільвіан
- Sylvianne — Сільвіанна
- Sylvie — Сільві(я)
- Symphorien — Семфор'ян

## T
- Tamara — Тамара
- Tanguy — Танґі
- Tania — Танья
- Tatiana — Татьяна
- Tatienne — Татьенна
- Teddy — Тедді
- Téofil — Теофіл
- Térésa — Тереза
- Tessa — Тесса
- Thècle — Текла
- Théodore — Теодор
- Théophane — Теофан
- Théophile — Теофіль
- Thérèse — Тереза
- Théroigne — Теруань
- Thiébaud — Тьєбо
- Thibaut — Тібо
- Thierry — Тьєрі
- Thomas — Тома
- Tino — Тіно
- Tiphaine — Тіфен
- Toine — Туан
- Toussaint — Туссен
- Tristan — Трістан
- Tudal — Тюдаль

## U
- Ulrich — Юльрік (Ульріх)
- Ulrique — Юльріка
- Ulysse — Юлісс (Улісс)
- Urbain — Юрбен
- Urielle — Юр'єлла
- Ursula — Юрсюла (Урсула)
- Ursule — Юрсюла

## V
- Valentin — Валентен
- Valentine — Валантіна
- Valère — Валер
- Valérie — Валері
- Valéry — Валері
- Vanessa — Ванесса
- Vanica — Ваніка
- Vassili — Вассілі
- Vencelas — Ванселас
- Véra — Вера
- Vérane — Верана
- Véronique — Веронік(а)
- Victoire — Віктуар
- Victor — Віктор
- Victoria — Вікторія
- Victorien — Віктор'ян
- Victorin — Вікторен
- Victorine — Вікторіна
- Vincent — Венсан
- Vincianne — Венсьянна
- Violaine — Віолен
- Violette — Віолетта
- Virgile — Віржиль
- Virginie — Віржинія
- Viridiana — Вірідьяна
- Vivian — Вівіан
- Viviane — Вів'яна
- Vivien — Вів'ян
- Vivienne — Вів'єнна
- Vladimir — Владімір

## W
- Walerand — Валеран
- Walter — Вальтер
- Wenceslas — Венсеслас
- Werner — Вернер
- Wilfried — Вільфрід
- William — Вільям
- Willy — Віллі
- Winnoc — Віннок
- Wladimir — Владімір
- Wolfgang — Вольфґанґ
- Wulfran — Вюльфран

## Y
- Yann — Янн
- Yannick — Яннік
- Yoann — Йоанн
- Yolande — Йоланда
- Youri — Юрі
- Yvan — Іван
- Yves — Ів
- Yvette — Іветта
- Yvon — Івон
- Yvonne — Івонна

## Z
- Zacharie — Закарі
- Zaché — Заке
- Zéphirin — Зефірен
- Zéphyrin — Зефірен
- Zita — Зіта
- Zoé — Зое